# 泰国驻华大使馆
泰王国驻中华人民共和国大使馆，简称泰国驻华大使馆，是泰王国在中华人民共和国的最高外交代表机构。馆址位于中国北京市朝阳区光华路21号。泰国驻华大使馆亦兼辖泰国对蒙古国、朝鲜和密克罗尼西亚联邦的外交业务。

## 历史沿革
1975年7月1日，中泰建交，两国随即互设大使馆。
2017年2月3日，泰国大使馆从光华路40号旧址搬入旧馆斜对面的现址办公，光华路40号院现为办公室、大使官邸、地下仓库和武官处。